# Northolt Branch Observatories
« Guy Wells » redirige ici.  Pour l'astéroïde, voir (72834) Guywells. Pour l'économiste et auteur-compositeur-interprète québécois, voir Guy-Philippe Wells.
« Daniel Bamberger » redirige ici. Pour l'astéroïde, voir (128345) Danielbamberger.
Pour les articles homonymes, voir Northolt (homonymie), Wells et Bamberger.
Les Northolt Branch Observatories, en abrégé NBO, sont un ensemble de trois observatoires astronomiques situés en Angleterre :
- Northolt Branch Observatory (code d'observatoire Z80), situé à Northolt, dans le borough londonien d'Ealing (Grand Londres) ;
- Northolt Branch Observatory 2 (code d'observatoire Z48), situé à Shepherd's Bush, dans le borough londonien de Hammersmith et Fulham (Grand Londres) ;
- Northolt Branch Observatory 3 (code d'observatoire Z37), situé à Blandford Forum, dans le district de North Dorset (comté de Dorset)[1].

Les NBO effectuent des observations de suivi astrométrique d'astéroïdes proches de la Terre et d'autres objets mineurs du système solaire. Ils mettent l'accent sur la sensibilisation du public, le partage d'images, de vidéos et d'informations sur les astéroïdes sur les médias sociaux. 
Les deux astéroïdes de la ceinture principale (72834) Guywells et (128345) Danielbamberger sont nommés d’après les membres de l’équipe des Observatoires de Northolt Branch, Guy Wells et Daniel Bamberger,. 

## Histoire
Les Northolt Branch Observatories ont été fondés en 2015 dans le prolongement du groupe d'astrophotographes amateurs de Northolt Branch Astro, basé à Londres. Il s’agit d’une collaboration germano-britannique : les données sont collectées sur place par des observateurs aux télescopes en Angleterre, puis traitées à distance depuis l’Allemagne. 

## Activités
Les Northolt Branch Observatories sont un partenaire pédagogique de NEOShield-2. Ils travaillent en étroite collaboration avec Asteroid Day, et le projet PACA (Pro-Am Collaborative Astronomy, « astronomie collaborative entre professionnels et amateurs ») dans le but de sensibiliser la population aux astéroïdes,. En 2016 et 2017, les NBO ont organisé le concours international d'imagerie « Capture The Asteroid », en partenariat avec NEOShield-2,. La compétition annuelle s'adresse particulièrement aux astrophotographes amateurs, qui choisissent rarement d'imager des astéroïdes au profit de planètes ou d'objets du ciel profond. 
En plus d'observer des astéroïdes proches de la Terre, les NBO fournissent également des confirmations de supernovas, et un suivi à long terme de comètes dans le cadre de campagnes d'observation PACA. La comète 67P/Tchourioumov-Guérassimenko (explorée par la sonde Rosetta) et les comètes 41P/Tuttle-Giacobini-Kresák et 45P/Honda-Mrkos-Pajdušáková sont des exemples d'objets de campagnes PACA auxquelles les NBO ont participé. 